# 허버트바위왈라비
허버트바위왈라비(Petrogale herberti)는 캥거루과에 속하는 바위왈라비속 유대류의 일종이다. 오스트레일리아 퀸즐랜드주 북동부 지역에서 발견되는 서로 밀접한 관련이 있는 7종의 바위왈라비의 하나이다. 허버트바위왈라비는 이 집단 중에서 가장 남쪽에 서식하며, 가장 널리 분포하는 종이다. 허버트바위왈라비는 브리즈번 북서부 지역 100km 부근부터 북쪽으로 피츠로이 강 지역에 걸쳐 분포한다. 클레르몽과 루비베일 내륙 지역에 서식한다. 퀸즐랜드 지역의 바위왈라비 중에서 가장 크다.
학명과 통용명은 광물학자 허버트 스미스(Herbert Smith)를 기리기 위해 붙인 이름이다.